# Гудбай (песня)
«Гудбай» — песня российской певицы Zivert, выпущенная 11 июля 2025 года. Её авторами выступила команда, известная как «Семья»: Аркадийс Котковс, Богдан Леонович, Кирилл Ермаков (LYRIQ), Евгения Лазаревская и сама Zivert. Песня содержит куплеты на русском языке, а также припев на английском.

## Музыкальное видео
Клип на песню «Гудбай» был снят 12 июля 2025 года во время большого сольного шоу «Где-то в ретро» на стадионе «Динамо».

## Отзывы критиков
| Оценки критиков | Оценки критиков |
| Источник        | Оценка          |
| --------------- | --------------- |
| InterMedia      | 8/10            |

Алексей Мажаев из InterMedia заявил, что на этот раз команда Zivert решила создать суперхит, который понравится более-менее всем, поскольку у певицы большинство песен слишком оригинальны, чтобы становиться всенародными шлягерами. Он нашёл в треке некоторые намёки на популярные хиты типа «Goodbye» Саважа или «I Will Survive» но, по его мнению, пазл был бы неполным, если бы Zivert не прибавила к этому своих фирменных «фишечек» в виде исполнения от мужского лица, игры с русским языком и англоязычного припева.

## Чарты
| Чарт (2025)              | Высшая позиция |
| ------------------------ | -------------- |
| Россия (TopHit)          | 42             |
| Россия (TopHit Internet) | 33             |

## История релиза
| Регион | Дата         | Формат                      | Лейбл | Ист.  |
| ------ | ------------ | --------------------------- | ----- | ----- |
| Мир    | 11 июля 2025 | Цифровая загрузка, стриминг | Семья | [ 7 ] |
| СНГ    | 13 июля 2025 | Радиоротация                | Семья | [ 8 ] |